# Macroptilium geophilum
Macroptilium geophilum là một loài thực vật có hoa trong họ Đậu. Loài này được (Burkart) Debouck, Juarez & Perez miêu tả khoa học đầu tiên năm 1986.